# Hoplitòdrom

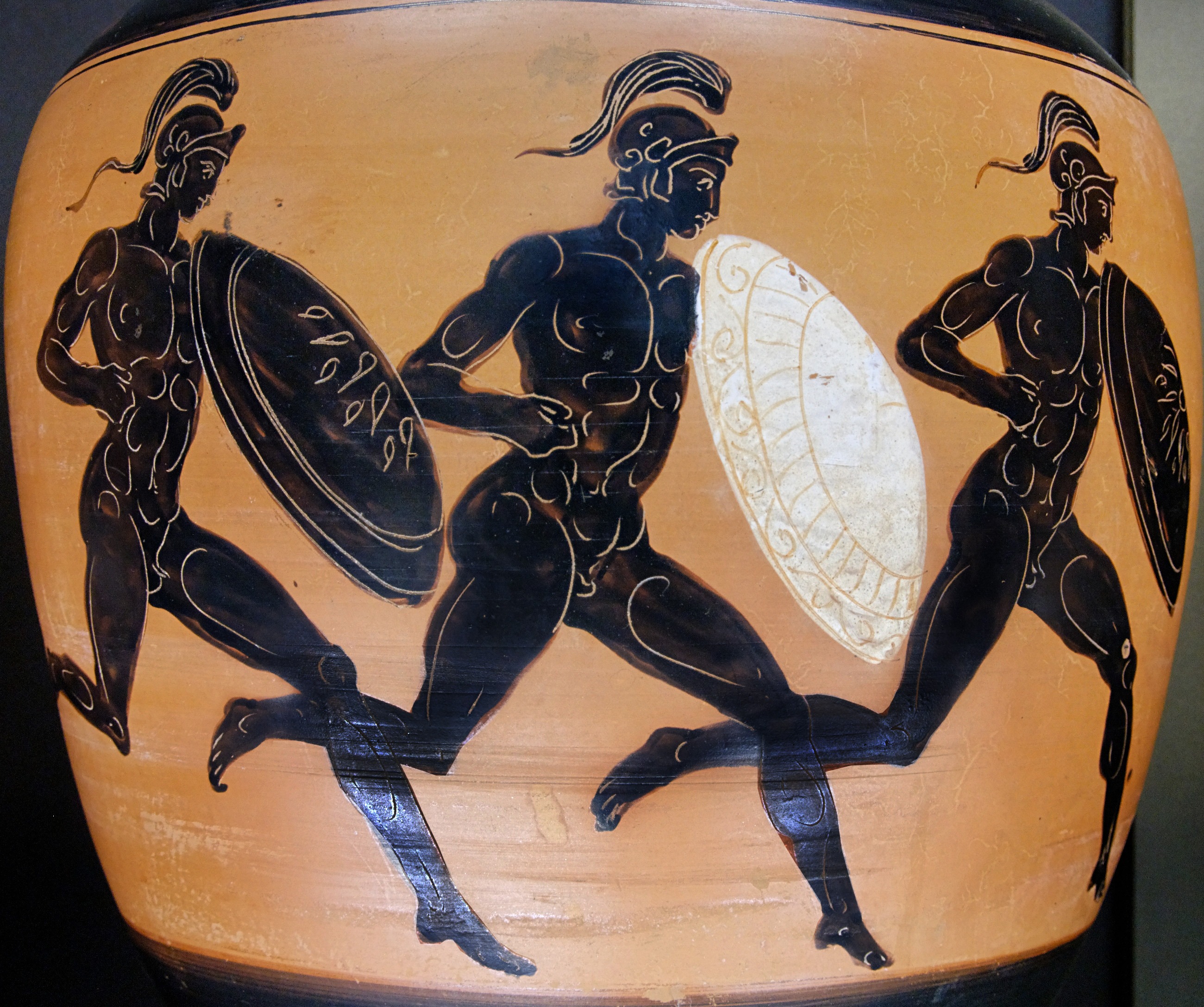
Hoplitodromos d'una figura negra àtica en una àmfora panatenaica, 323–322 aC.

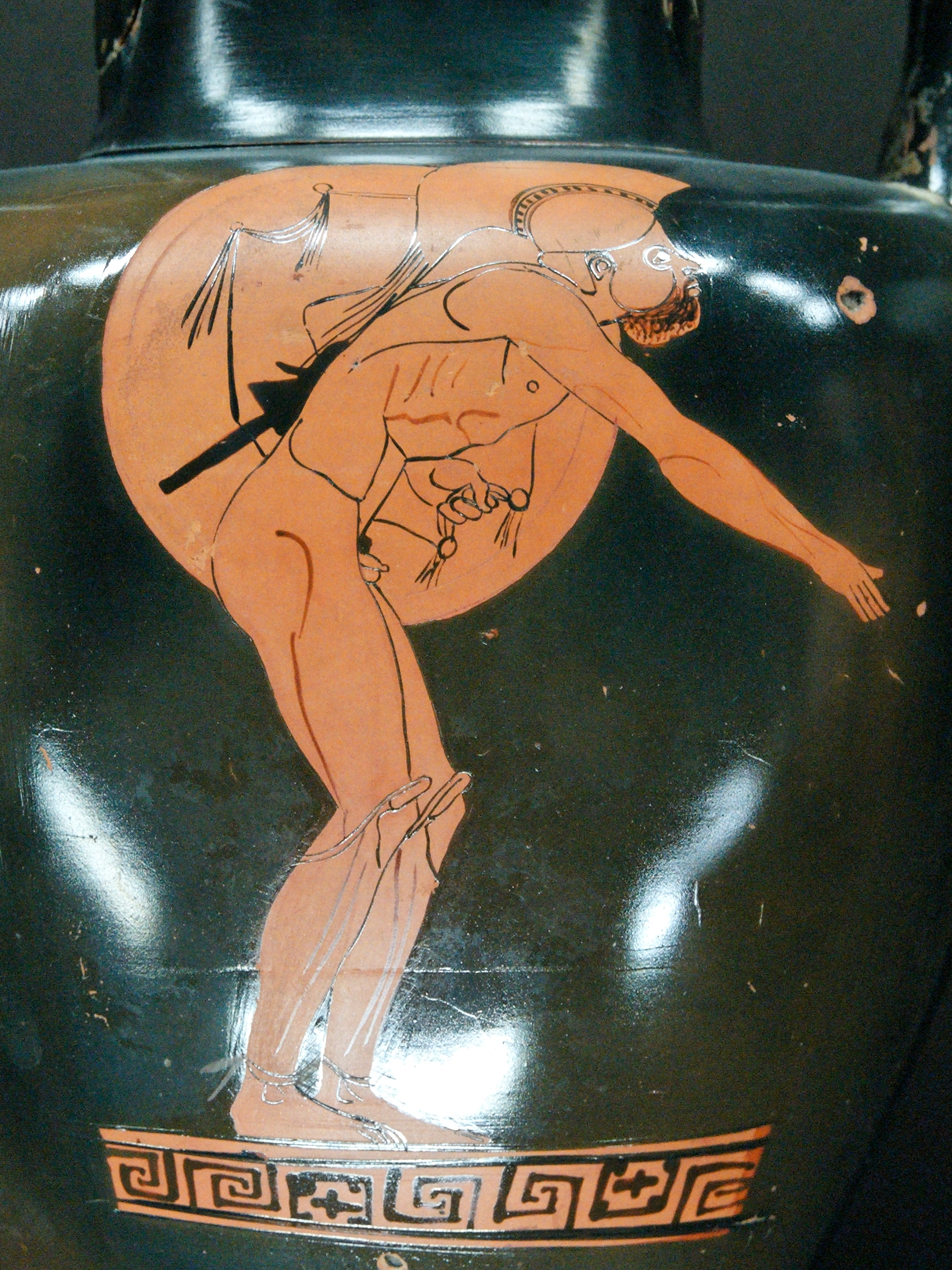
Hoplitodromos d'una figura vermella àtica en una àmfora, 480–70 aC.

L'Hoplitòdrom o Hoplitodromos (grec: ὁπλιτόδρομος, traduït com "cursa d'hoplites") era una antiga carrera a peu que formava part del programa dels antics Jocs Olímpics i els altres Jocs Panhelènics. Fou introduïda a la 65a Olimpíada, el 520 aC. Tradicionalment era la darrera cursa a peu que es disputava.
A diferència de les altres curses que solien ser disputades nues, l'hoplitodromos requeria que els competidors portessin una armadura completa d'hoplita, inclòs el casc, que pesava com a mínim 6 kg.
A Olímpia i Atenes, el circuit era el mateix que el del diaule, una volta (o dos stadion; sobre 350-400m). ANemea la distància es doblava, quatre estadis (sobre 700-800m), i a Platea de Beòcia la cursa era de 15 estadis en total.